# José Antonio Primo de Rivera
José Antonio Primo de River y Sáenz de Heredia, Primul Duce de Primo de Rivera, Al treilea Marchiz de Estella (n. 24 aprilie 1903, Madrid, Noua Castilie⁠(d), Spania – d. 20 noiembrie 1936, Alicante, Spania) a fost un avocat, nobil și politician spaniol, cunoscut drept fondator al organizației Falanga Spaniolă. Acesta a fost primul fiu al dictatorului Miguel Primo de Rivera. În perioada Războiului Civil Spaniol a fost acuzat de conspirație și de organizarea unei revolte militare împotriva guvernului celei de-a Doua Republici Spaniole, fiind condamnat la moarte și executat în primele luni ale războiului.
Persoana sa a fost venerată pe parcursul războiului de către facțiunea naționalistă, iar după înființarea Spaniei franchiste a fost ridicat la rangul de martir. Organismul de propagandă al guvernului Franco i-a utilizat riguros imaginea. Inscripția „José Antonio ¡Presente!” poate fi găsită în numeroase biserici din întreaga Spanie.

## Viața
José Antonio Primo de Rivera s-a născut în Madrid pe 24 aprilie 1903, ca fiu al generalului Miguel Primo de Rivera, prim-ministru și dictator sub monarhia regelui Alfonso XIII al Spaniei. A moștenit din partea tatălui titlul de marchiz de Estella în provincia Navarra. Nu a fost niciodată căsătorit.
Mama sa a încetat din viață când el avea cinci ani, iar copilăria și-a petrecut-o alături de sora tatălui său. A fost educat acasă, unde a învățat limbile engleză și franceză. Ajuns la universitate, a început să frecventeze cursurile abia în al doilea an de licență. Își petrecea vacanțele de vară la moșia unchiului său unde practica echitația și vânătoarea.
Primo de Rivera a fost admis la studii în cadrul Universității Complutense din Madrid, specializarea drept, unde a studiat între 1917 și 1923. A contribuit la organizarea uniunii studențești Federación Universitaria Escolar. A urmat în paralel studiile universitare și pe cele postuniversitare și a obținut concomitent licența și doctoratul în 1923.

După absolvire a ales opțiunea „Voluntar pentru un An” pentru a-și realiza pregătirea militară. A servit în cadrul Regimentului IX Cavalerie „Iacob Cel Mare”, încartiruit în Barcelona. A fost adus în fața curții marțiale în urma lovirii superiorului său, generalul de brigadă Gonzalo Queipo de Llano.
Queipo de Llano a redactat o scrisoare defăimătoare împotriva unchiului lui José Antonio și împotriva dictatorului însuși. José Antonio, pregătit să apere onoarea familiei jignite de generalul republican, s-a îndreptat spre cafeneaua în care cel anterior menționat obișnuia să-și țină discursurile, iar la aflarea veștii că acesta este autorul scrisorii i-a aplicat o lovitură spectaculoasă în urma căreia generalul s-a rostogolit pe spate, acțiunea care a declanșat o încăierare între acoliții lui José Antonio și cei ai generalului.
Primo de Rivera a devenit avocat în 1925 și a deschis un birou de avocatură pe o stradă din Madrid. În 1931 a primit titlul de „Perpetual Dean of the Illustrious College of Lawyers of Madrid”. În 1931 a înființat „Agrupación al Servicio de la República” și, paradoxal, a candidat pentru un post de deputat al coaliției monarhiste „Unión Monárquica Nacional”, însă nu a fost ales.
A fost reținut pentru scurt timp în 1932 pe motiv că a colaborat cu generalul José Sanjurjo în încercarea sa de a realiza o lovitură de stat.

## Moartea
Pe 13 martie 1936 a fost arestat în Madrid și acuzat de posesie ilegală de arme. Nouă săptămâni mai târziu a fost transferat în închisoarea din Alicante. Securitatea acelei instituții era laxă, el reușind să comunice cu conspiratorii naționaliști prin intermediul poștei până la schimbarea directorului închisorii, moment în care celula i-a fost verificată. În urma cercetărilor s-au descoperit două pistoale și o sută de gloanțe; prin urmare a fost trimis la izolare. José Antonio a fost acuzat pe 3 octombrie 1936 de conspirație împotriva Republicii și insurecție militară, ambele fiind pedepsite cu moartea. Pe parcursul procesului Primo de Rivera s-a apărat singur. A fost găsit vinovat pe 18 noiembrie 1936 și condamnat la moarte prin execuție de către un pluton de execuție.
S-a zvonit că republica le-a oferit naționaliștilor varianta unui schimb de prizonieri între Primo de Rivera și președintele republicii, Francisco Largo Caballero; varianta ar fi fost refuzată de Francisco Franco. Alții susțin că guvernul republican ar fi cel care a refuzat schimbul, iar generalul Franco ar fi inițiat o serie de raiduri prin care a încercat să-l elibereze pe José Antonio din închisoarea Alicante. Cu toate acestea, moartea fondatorului falangismului a reprezentat eliminarea unui adversar formidabil al generalului. Franco l-a caracterizat pe José Antonio drept un „playboy fandosit”.
Ultimul roman al Elizabethei Bibesco, The Romantic, publicat în 1940, începe cu o dedicație pentru Jose Antonio Primo de Rivera: „To Jose Antonio Primo de Rivera. I promised you a book before it was begun. It is yours now that it is finished -- Those we love die for us only when we die--”. Aceasta l-a cunoscut în timpul șederii în Madrid alături de soțul ei, Antoine Bibesco, ambasador între 1927-1931.